# Murucututu
Murucututu ou murucutu (Pulsatrix perspicillata) é uma espécie de coruja estrigiforme nativa da América Latina. Ocorre em quase todo o Brasil, desde o Sul até o México, passando por toda América Central. Assim como outros membros da família Strigidae, murucututus têm hábitos noturnos. Habitam principalmente a floresta secundária, comum em florestas altas, capoeiras e matas de galeria.

## Nomes populares
A ave também é conhecida pelos nomes de coruja-do-mato, corujão, corujão-orelhudo e mocho-mateiro.  O nome "murucututu" foi selecionado como nome vernáculo técnico para a espécie pelo Comitê Brasileiro de Registros Ornitológicos.

## Galeria

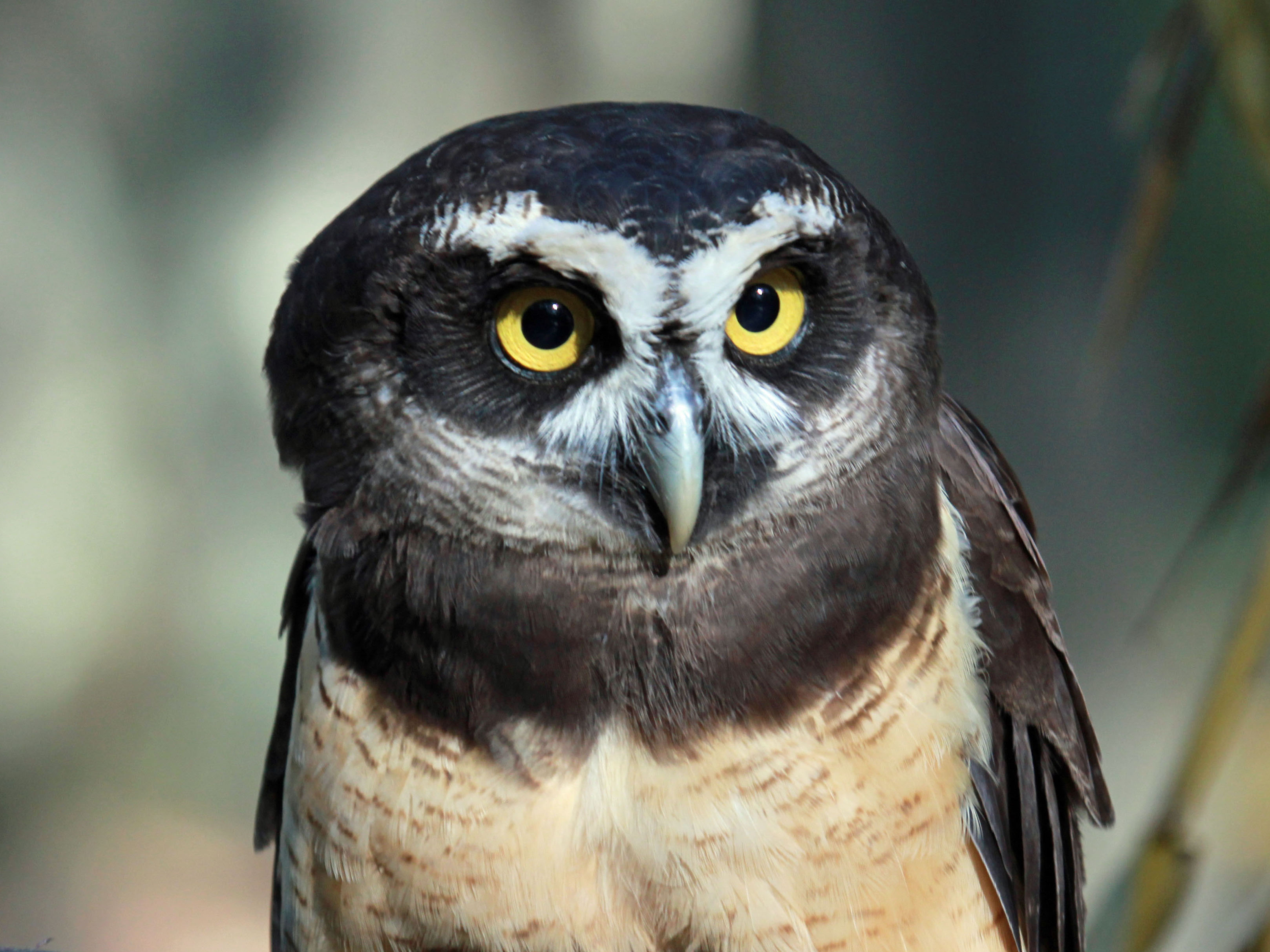
Visão frontal
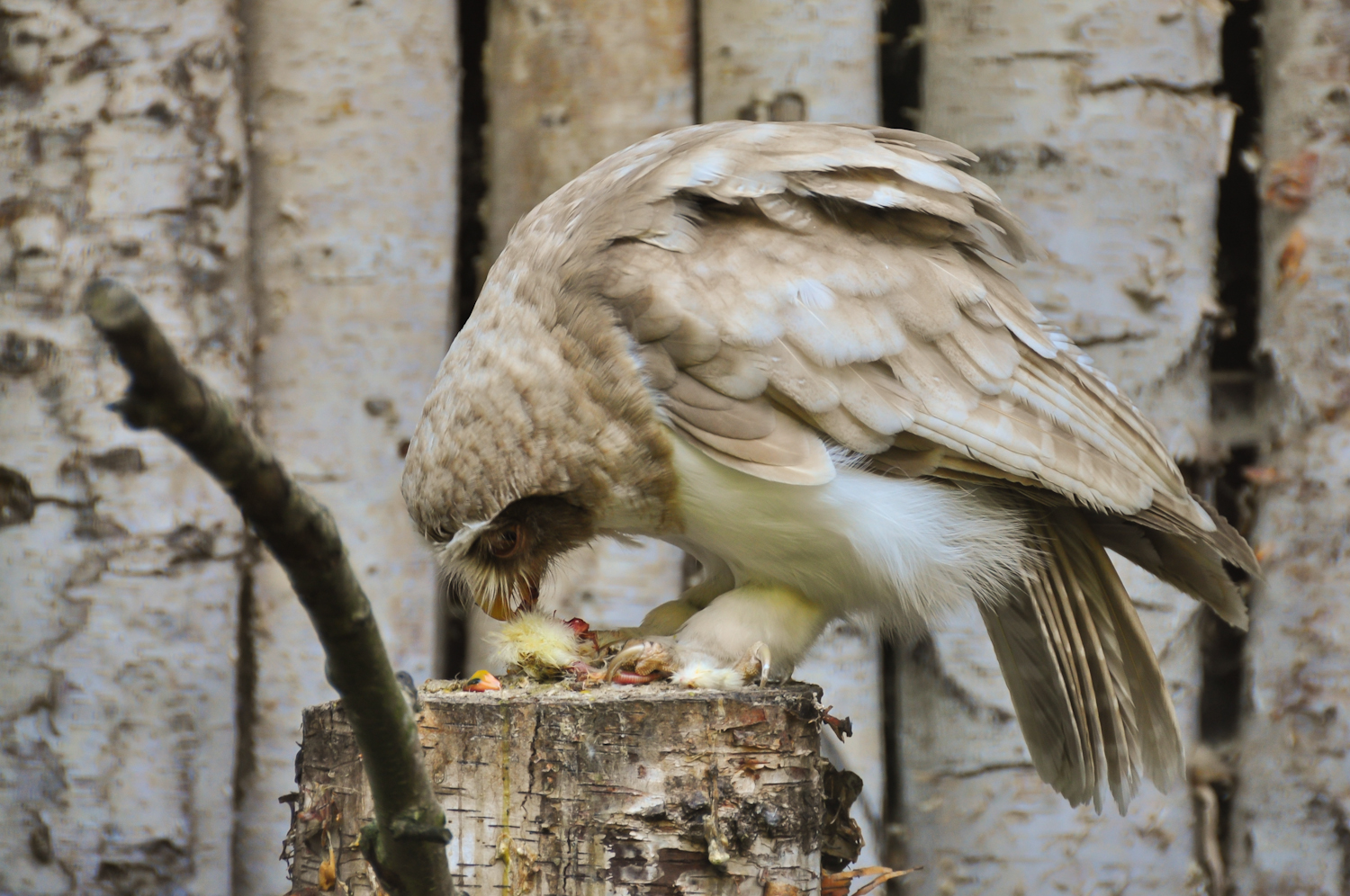
Murucututu comendo uma presa
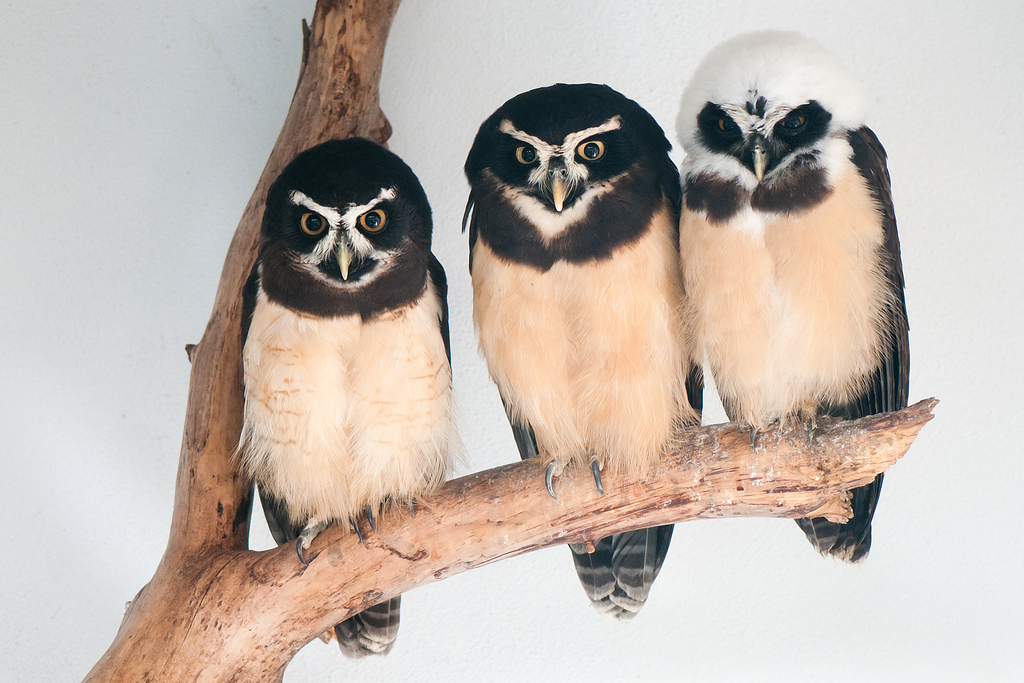
Dois adultos e um juvenil em cativeiro